# الاستقصاء الأوربي المستقبلي حول السرطان والتغذية
دراسة الاستقصاء الأوروبي المُستقبلي حول السرطان والتغذية (EPIC) هي دراسة جماعية أوروبية حول العلاقات بين النظام الغذائي والسرطان، بالإضافة إلى أمراض مزمنة أخرى، مثل أمراض القلب والأوعية الدموية. مع أكثر من نصف مليون مشارك، تُعد هذه الدراسة هي أكبر دراسة للنظام الغذائي وللمرض.
ويتم تنسيق الاستقصاء EPIC من قبل الوكالة الدولية لأبحاث السرطان (IARC)، وهي جزء من منظمة الصحة العالمية، ويتم تمويلها من قبل برنامج «أوروبا ضد السرطان» التابع للمفوضية الأوروبية بالإضافة إلى العديد من المنح والجمعيات الخيرية الخاصة بالأمة. تم تسجيل 521,457 شخصًا بالغًا، معظمهم من 35 إلى 70 عامًا، في 23 مركزًا في عشر دول أوروبية: الدنمارك (11٪) ، فرنسا (14٪) ، ألمانيا (10٪) ، اليونان (5٪) ، إيطاليا (9٪)، هولندا (8 ٪)، النرويج (7 ٪) ، اسبانيا (8 ٪) ، السويد (10 ٪) والمملكة المتحدة (17 ٪). و قد قام أحد المراكز في المملكة المتحدة (أكسفورد) بتوظيف 27,000 شخص نباتي ونباتين لا يستخدموا حتى منتجات الحيوانات؛ وشكلت هذه المجموعة الفرعية أكبر دراسة لهذه المجموعة الغذائية. وقد تم توظيف الدراسة في الفترة بين عامي 1993 و 1999، ومن المقرر المتابعة لمدة عشر سنوات على الأقل، مع إجراء مقابلات / استبيانات متكررة كل ثلاث إلى خمس سنوات. البيانات الرئيسية التي تم جمعها هي الاستبيانات الغذائية المُوحدة (ذاتية الإدارة أو القائمة على المقابلة)،و مذكرات الغذاء سبعة أيام، وعينات الدم وقياسات الجسم البشري، مثل مؤشر كتلة الجسم ونسبة الخصر إلى الورك. وبالإضافة إلى ذلك، تدرس دراسة الحالات والشواهد في جينير علاقة التدخين السلبي وتلوث الهواء بالسرطان والأمراض التنفسية. حتى عام 2004 ، كان هناك أكثر من 26,000 حالة جديدة من السرطان سجلت بين المشاركين، وأكثرها شيوعا هي سرطان الثدي، القولون، البروستاتا والرئة. تركز التحاليل الحالية بشكل خاص على سرطان المعدة والسرطان القولوني المستقيمي والثدي والبروستاتا والرئة. يجب أن تُمكن الأنماط الغذائية المختلفة في البلدان المختلفة من إجراء جمعيات موثوقة بين أنظمة غذائية معينة وسرطانات. كما يجب أن يسمح تحليل عينات الدم المخزنة بتشريح العوامل الوراثية المتورطة في السرطانات، بالإضافة إلى تأثيرات الهرمونات والعوامل الشبيهة بالهرمونات.

## النتائج الرئيسية
- لا تزال الدراسة وتحليلها مستمرًا، ولكن النتائج الرئيسية للدراسة التي تم استردادها في عام 2008 هي:
- انخفاض الصوديوم من تناول الملح ، وارتفاع البوتاسيوم من استهلاك الفاكهة والخضار تُعزز مستويات ضغط الدم صحية
- النشاط البدني العالي، الذي يتضمن بعض الأنشطة عالية التأثير هو مؤشر جيد على طول العمر وانخفاض مخاطر كسور العظام
- الألياف الغذائية العالية تحمي من سرطان الأمعاء
- تزيد السمنة من مخاطر السرطان
- ارتفاع مستويات الهرمونات الجنسية تزيد من خطر الإصابة بسرطان الثدي
- زيادة تناول الدهون يزيد من خطر الإصابة بسرطان الثدي
- تؤدي الزيادات في تناول الفواكه والخضروات إلى تقليل المخاطر الناجمة عن جميع أسباب الوفاة المبكرة
- ترتبط مستويات الجلوكوز المرتفعة في الدم بزيادة خطر الإصابة بأمراض القلب

وقدر التأثير المشترك لأربعة سلوكيات - عدم التدخين، والنشاط البدني، وتناول المشروبات الكحولية المعتدلة واستهلاك ما لا يقل عن خمس حصص من الفاكهة والخضر في اليوم - بـ 14 سنة إضافية من الحياة (خاو وآخرون 2008).
النتائج اللاحقة من 2012 و 2013 هي:
- ويرتبط تناول الفلافونويد الغذائي بانخفاض مخاطر الإصابة بسرطان المعدة في النساء ولكن ليس للرجال.[2]
- الاستهلاك المنتظم للحوم المصنعة يزيد من خطر أمراض القلب والأوعية الدموية والوفاة من السرطان.[3]